# Zijden galgspin
De zijden galgspin (Phycosoma inornatum) is een spinnensoort uit de familie van de kogelspinnen (Theridiidae).
De wetenschappelijke naam van de soort werd voor het eerst geldig gepubliceerd in 1861 door Octavius Pickard-Cambridge.